# 榊原政祐
榊原 政祐（さかきばら まさすけ）は、江戸時代中期の大名。播磨国姫路藩主。官位は従四位下・式部大輔。榊原家7代当主。

## 生涯
宝永2年（1705年）、榊原政邦の次男として誕生した。享保11年（1726年）12月25日、父の死により家督を相続する。
享保17年（1732年）に28歳で死去した。家督は養嗣子の政岑が継いだ。

## 官歴
- 1719年（享保4年） - 従五位下・遠江守
- 1727年（享保12年） - 式部大輔
- 1730年（享保15年） - 従四位下

## 系譜
父母
- 榊原政邦（父）

婚約者
- 松平頼豊の娘
- 八十 - 松平頼豊の娘（上記とは別の娘、のち久我通兄室）

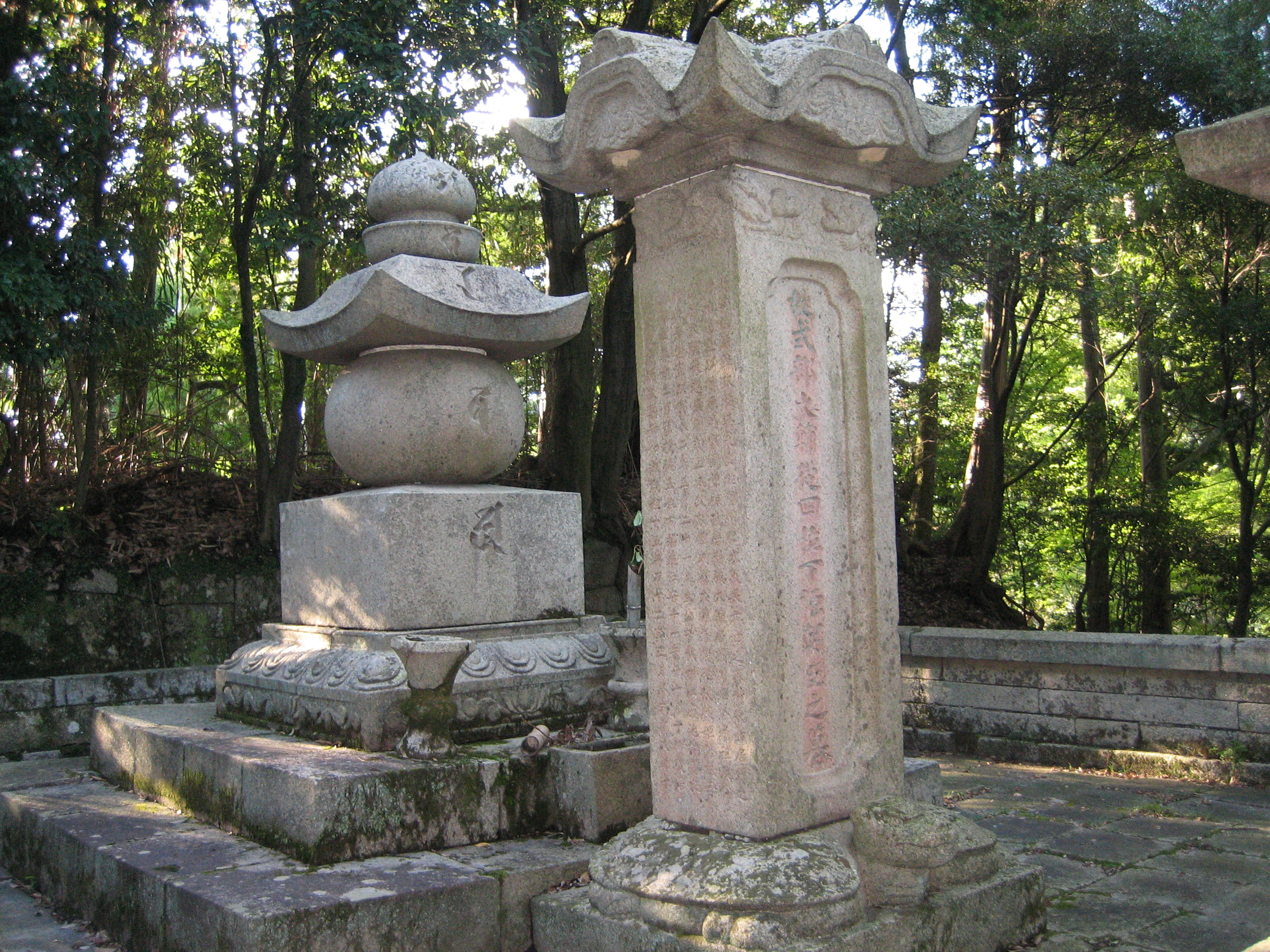
榊原政祐の墓（圓教寺）

養子
- 榊原政岑 - 榊原勝治[1]の次男